# Ana de Mendoza y de la Cerda

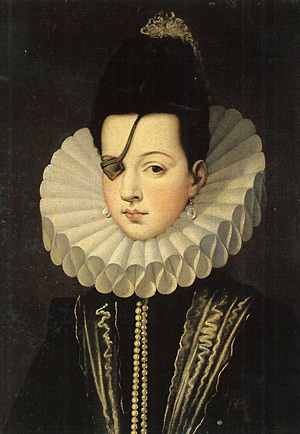
Ana de Mendoza y de la Cerda, Fürstin von Eboli

Ana de Mendoza y de la Cerda (* 29. Juni 1540 in Cifuentes, Provinz Guadalajara; † 2. Februar 1592 in Pastrana) war eine spanisch-portugiesische Hofdame und Politikerin. Einige Legenden um Ana als Fürstin von Eboli flossen in Friedrich Schillers Drama Don Karlos und in Giuseppe Verdis Oper Don Carlos ein.

## Leben
Ihre Eltern waren Diego Hurtado de Mendoza y de la Cerda und María Catalina de Silva y Álvarez de Toledo. Im Jahr 1552 wurde sie mit Ruy Gómez de Silva, Fürst von Eboli (1516–1573), dem Berater des spanischen Königs Philipp II., verlobt und 1559 verheiratet. Zwei Jahre später kam das erste von zehn Kindern zur Welt, von denen sechs überlebten. Als de Silvas Gattin übte sie politischen Einfluss nur über ihren Gatten aus. Nach seinem Tod 1573 wandte sie sich Philipps Staatssekretär, Antonio Pérez (1539/40–1611), zu. Mit ihm soll sie angeblich ein Liebesverhältnis eingegangen sein. Die beiden engagierten sich jedenfalls in der Friedenspartei gegen die strenge Politik des Herzogs von Alba, mischten in der portugiesischen Erbfolge mit und verkauften Staatsgeheimnisse an den Meistbietenden. Die beiden spielten auch bei den Aufständen in Flandern eine wichtige Rolle und sollen im Auftrag Philipps II. auch einen Mord begangen haben.
Im Jahr 1579 wurde Ana de Mendoza im Zusammenhang mit dem Sturz von Staatssekretär Alonso Pérez de Guzmán als Intrigantin und wegen Verrats verhaftet und zu lebenslangem Hausarrest in ihrem eigenen Herzogspalast von Pastrana verurteilt. Sie starb im Jahr 1592 im Turm ihres Schlosses.

## Wahrnehmung
Die „einäugige Fürstin“ (in ihrer Jugend hatte sie bei einem Fechtunfall ihr rechtes Auge verloren) wusste, wie man sich in Gesellschaft und Politik einbringen konnte. Von ihren Zeitgenossen wurde sie als intrigant, hochmütig, herrschsüchtig, verschwenderisch, respektlos und hysterisch beschrieben.